# (1907) Rudneva
(1907) Rudneva es un asteroide perteneciente al cinturón de asteroides descubierto por Nikolái Stepánovich Chernyj el 11 de septiembre de 1972 desde el Observatorio Astrofísico de Crimea, Naúchni.

## Designación y nombre
Rudneva se designó inicialmente como 1972 RC2.
Posteriormente, recibió su nombre en honor de Yevguenia Rúdneva, miembro de la Sociedad Astronómica y Geodésica de la Unión Soviética y piloto militar durante la Segunda Guerra Mundial, en la que falleció en combate.

## Características orbitales
Rudneva está situado a una distancia media de 2,547 ua del Sol, pudiendo alejarse hasta 2,656 ua. Su excentricidad es 0,04288 y la inclinación orbital 3,219°. Emplea 1485 días en completar una órbita alrededor del Sol.